# Paco de Lucena

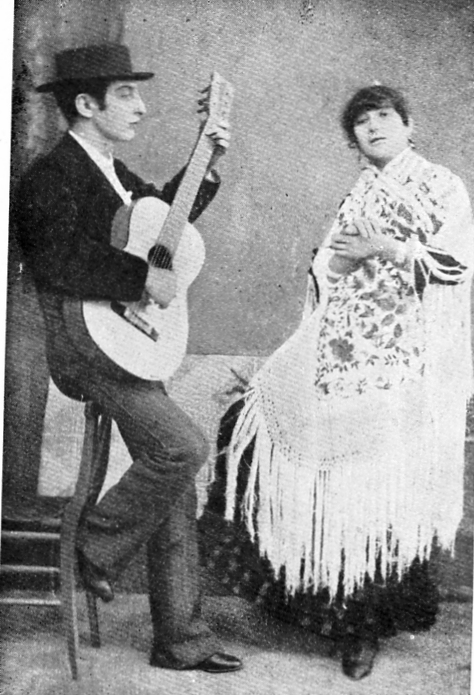
Paco de Lucena i La Parrala.

Paco de Lucena, wł. Franscico Diaz Fernandez (ur. 1 lipca 1859 w Lucenie, prowincja Kordoba, Hiszpania; zm. 24 maja 1898 tamże) był hiszpańskim gitarzystą, jednym z najbardziej znaczących graczy flamenco z końca XIX wieku.
Jego sposób grania miał duży wpływ na wielu gitarzystów klasycznych i gitarzystów grających muzykę flamenco z początku XX wieku, zainteresowanych w odrodzeniu gitary klasycznej.
Gdy Paco de Lucena umierał, Andrés Segovia (późniejszy znany hiszpański gitarzysta, wirtuoz i popularyzator gitary klasycznej), miał pięć lat. Rok później, gdy Segovia zaczął uczyć się grać, jego pierwszą gitarą była jedna z tych na której grywał Lucena.
W 150. rocznicę urodzin Paco de Luceny w dniach 27-31 maja 2009 roku na zamku w Lucenie odbył się uroczysty koncert muzyki flamenco poświęcony artyście.